# Moselle Open 2019
Moselle Open 2019 byl tenisový turnaj pořádaný jako součást mužského okruhu ATP Tour, který se hrál na krytých dvorcích s tvrdým povrchem v Arènes de Metz. Probíhal mezi 16. až 22. zářím 2019 v francouzských Metách jako sedmnáctý ročník turnaje.
Turnaj s rozpočtem 586 140 eur patřil do kategorie ATP World Tour 250. Nejvýše nasazeným hráčem ve dvouhře se stal čtrnáctý tenista světa David Goffin z Belgie, kterého po volném losu vyřadil ve druhém kole Pablo Carreño Busta. Jako poslední přímý účastník do hlavní singlové soutěže nastoupil 95. hráč žebříčku Němec Cedrik-Marcel Stebe.
Osmnáctý singlový titul na okruhu ATP Tour a rekordní čtvrtý metský vybojoval 34letý Francouz Jo-Wilfried Tsonga. Čtyřhru ovládla švédsko-německá dvojice Robert Lindstedt a Jan-Lennard Struff, jejíž členové odehráli první společný turnaj. Na prahu vyřazení se ocitli ve čtvrtfinále, když odvrátili Simonovi s Mischou Zverevem tři mečboly.

## Rozdělení bodů a finančních odměn

### Rozdělení bodů
| Soutěž  | vítězové | finalisté | semifinalisté | čtvrtfinalisté | 16 v kole | 32 v kole | Q  | Q2 | Q1 |
| ------- | -------- | --------- | ------------- | -------------- | --------- | --------- | -- | -- | -- |
| dvouhra | 250      | 150       | 90            | 45             | 20        | 0         | 12 | 6  | 0  |
| čtyřhra | 250      | 150       | 90            | 45             | 0         | —         | —  | —  | —  |

### Finanční odměny
| Soutěž                              | vítězové | finalisté | semifinalisté | čtvrtfinalisté | 16 v kole | 32 v kole | Q2      | Q1      |
| ----------------------------------- | -------- | --------- | ------------- | -------------- | --------- | --------- | ------- | ------- |
| dvouhra                             | 90 390 € | 48 870 €  | 26 990 €      | 15 335 €       | 8 815 €   | 5 285 €   | 2 555 € | 1 280 € |
| čtyřhra                             | 29 650 € | 15 200 €  | 8 240 €       | 4 710 €        | 2 760 €   | —         | —       | —       |
| částka ve čtyřhře je uvedena na pár |          |           |               |                |           |           |         |         |

## Mužská dvouhra

### Nasazení
| Stát                        | Hráč                | ATP | Nasazení |
| --------------------------- | ------------------- | --- | -------- |
| Belgie                      | David Goffin        | 14. | 1.       |
| Gruzie                      | Nikoloz Basilašvili | 17. | 2.       |
| Francie                     | Benoît Paire        | 23. | 3.       |
| Francie                     | Lucas Pouille       | 26. | 4.       |
| Španělsko                   | Fernando Verdasco   | 35. | 5.       |
| Polsko                      | Hubert Hurkacz      | 36. | 6.       |
| Francie                     | Gilles Simon        | 37. | 7.       |
| Německo                     | Jan-Lennard Struff  | 39. | 8.       |
| Žebříček ATP k 9. září 2019 |                     |     |          |

### Jiné formy účasti
Následující hráči obdrželi divokou kartu do hlavní soutěže:
- Grégoire Barrère
- Antoine Hoang
- Rayane Roumane

Následující hráči nastoupili do hlavní soutěž pod žebříčkovou ochranou:
- Steve Darcis
- Cedrik-Marcel Stebe

Následující hráči postoupili z kvalifikace:
- Marcel Granollers
- Julian Lenz
- Yannick Maden
- Oscar Otte

Následující hráči postoupili z kvalifikace jako tzv. šťastní poražení:
- Marcel Granollers
- Julian Lenz
- Yannick Maden
- Oscar Otte

### Odhlášení
před zahájením turnaje
- Jérémy Chardy → nahradil jej  Aljaž Bedene
- Marin Čilić → nahradil jej  Cedrik-Marcel Stebe
- Leonardo Mayer → nahradil jej  Marius Copil
- Albert Ramos-Viñolas → nahradil jej  Steve Darcis

### Skrečování
- Nikoloz Basilašvili (poranění pravého ramena)[1]

## Mužská čtyřhra

### Nasazení
| Stát                                                                   | Hráč              | Stát               | Hráč                   | ATP  | Nasazení |
| ---------------------------------------------------------------------- | ----------------- | ------------------ | ---------------------- | ---- | -------- |
| Francie                                                                | Nicolas Mahut     | Francie            | Édouard Roger-Vasselin | 28.  | 1.       |
| Spojené království                                                     | Luke Bambridge    | Japonsko           | Ben McLachlan          | 97.  | 2.       |
| Spojené království                                                     | Jonny O'Mara      | Spojené království | Ken Skupski            | 102. | 3.       |
| Mexiko                                                                 | Santiago González | Pákistán           | Ajsám Kúreší           | 116. | 4.       |
| Žebříček ATP k 9. září 2019; číslo je součtem umístění obou členů páru |                   |                    |                        |      |          |

### Jiné formy účasti
Následující páry obdržely divokou kartu do hlavní soutěže:
- Dan Added /  Albano Olivetti
- Tristan Lamasine /  Jo-Wilfried Tsonga

## Přehled finále

### Mužská dvouhra
- Jo-Wilfried Tsonga vs.  Aljaž Bedene, 6–7(4–7), 7–6(7–4), 6–3

### Mužská čtyřhra
- Robert Lindstedt /  Jan-Lennard Struff vs.  Nicolas Mahut /  Édouard Roger-Vasselin, 2–6, 7–6(7–1), [10–4]